# Stary Israil
Altes Israel bzw. Stary Israil (russisch Старый Израиль, wiss. Transliteration Staryj Izrail') war eine russische Sekte im 19. Jahrhundert, die von 1830 von Perfil Katassonow (Перфил Катасонов), einem Schüler Abbakum Kopylows (Аббакум Копылов), des Gründers der Sekte Postniki, gegründet wurde.
Ihre Anhänger betrachteten sich als das erwählte Volk und wollten das Reich Gottes auf Erden begründen. Nach dem Tod ihres Gründers ging sie in verschiedenen anderen Sekten, darunter die Sekte Neues Israel (Новый союз духовного Израиля, Novyj Sojuz Duxovnogo Izrailja), auf.